# مرد میدان
مرد میدان فیلمی به کارگردانی سردار ساگر و نویسندگی عزیزاله رفیعی، نظام فاطمی ساختهٔ سال ۱۳۴۲ است.

## خلاصه داستان
جعفر در مقام متهم در دادگاه از خود دفاع می‌کند، و می‌گوید با مادرش زندگی آرامی داشته، اما عده‌ای اوباش او را به قمار کشانده و هست و نیستش را به باد داده‌اند…

## بازیگران
- عباس مصدق
- شبنم جهانگیری
- شرایلی (بازیگر)
- عباس مهردادیان
- نرگس (بازیگر)
- شعبان شهری
- سیما (بازیگر)
- غیاث (بازیگر)
- محمود (بازیگر)
- مسعودی (بازیگر)
- عباس دماوندی